# 아쿠아리우스 (영화)
아쿠아리우스(Aquarius)는 브라질에서 제작된 클레베르 멘돈사 필류 감독의 2016년 드라마 영화이다. 소냐 브라가 등이 주연으로 출연하였고 사드 방 사드 등이 제작에 참여하였다.

## 출연

### 주연
- 소냐 브라가
- 이란디르 산토스
- 매브 진킹스
- 칼라 리바스